# Píseň o jablku
„Píseň o jablku“ je třetí singl brněnské rockové skupiny Progres 2. Singl byl vydán v roce 1980 (viz 1980 v hudbě) a pochází z alba Dialog s vesmírem, přičemž tuto rockovou operu také doplňuje.
Audiovizuální projekt Dialog s vesmírem, se kterým Progres 2 koncertovali od roku 1978, se vydání dočkal v roce 1980 u vydavatelství Panton. Na jedno LP se ale nevešla celá rocková opera, proto vznikl pouze jakýsi její průřez. Některé zbývající skladby vyšly alespoň jako singl či EP.
Singl „Píseň o jablku“ obsahuje dvě skladby. Na jeho A straně se nachází zkrácená verze „Písně o jablku“, která ve své původní verzi byla vydána i na LP. B stranu naopak zabírá skladba „Muzeum planety Země“, která na LP nevyšla a která tak „průřez rockovou operou“ (jak je LP Dialog s vesmírem nazváno i na svém přebalu) doplňuje.
Nahrávání obou skladeb proběhlo 4. listopadu 1979 ve studiu Československého rozhlasu v Brně.
Obě skladby vyšly též jako bonusy na reedici Dialogu s vesmírem v roce 1999 a na kompilaci Dialog s vesmírem /studio & live/ roku 2010.

## Seznam skladeb
1. „Píseň o jablku“ (Pelc/Man) – 4:39
2. „Muzeum planety Země“ (Kluka/Man) – 3:29

## Obsazení
- Progres 2
  - Pavel Váně – elektrická kytara, zpěv
  - Miloš Morávek – elektrická kytara, vokály
  - Pavel Pelc – baskytara, syntezátor, zpěv
  - Karel Horký – syntezátory
  - Zdeněk Kluka – bicí, zobcová flétna, zpěv